# Jaime Ramírez (Radsportler)
Jaime Ramírez Bernal (* 20. Januar 1989 in Bogotá) ist ein kolumbianischer Radrennfahrer.
Ramírez gewann auf der Bahn 2007 bei den Juniorenweltmeisterschaften im mexikanischen Aguascalientes zusammen mit Edwin Ávila die Bronzemedaille im Madison.
Im Erwachsenenbereich gewann Ramírez das Straßenrennen Tobago Cycling Classic 2013 und belegte bei diesem Rennen 2016 den zweiten Platz.
Nach seiner Karriere als Aktiver nahm er 2023 eine Tätigkeit als Sportlicher Leiter auf.

## Erfolge
2007
- Weltmeisterschaft – Madison (Junioren) mit Edwin Ávila

2013
- Tobago Cycling Classic

## Teams
- 2008 Centri della Calzatura-Partizan
- 2013 Start-Trigon Cycling Team